# Wampum

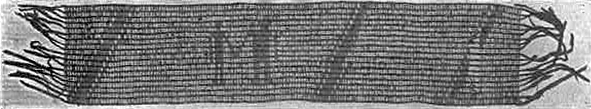
Wampumbälte som manifesterar fördraget i Shackamaxon 1682 mellan William Penn och Lenni Lenaperna.

Wampum är traditionella, heliga pärlor tillverkade av snäckskal, vilka spelade en stor roll bland ursprungsamerikanerna i nordöstra kulturområdet i Nordamerika. Ordet Wampum kan även i överförd mening syfta på de pärlprydda bältena.Wampum, är en etnografisk term, som betecknar pärlor, tillverkade av musselskal. De var en hos en del av de nordamerikanska indianerna begagnade som värdeföremål, som kunde användas som betalningsmedel men som även hade användning för åtskilliga andra syften.  Under den nordamerikanska kolonialtiden användes wampum ofta som valuta vid handeln med indianerna.
Vita pärlor kunde tillverkas av ett antal olika snäckarter, men de kom oftast från valthornssnäckan. Purpurfärgade pärlor kunde endast tillverkas av venusmusslans skal. Bruket av wampum är inte uråldrigt. Arkeologiskt återfinns wampum bara vid fyndplatser som är daterade till historisk tid. De förekommer endast sällan på så gamla platser som från 1500-talet. De återfinns vanligen i lämningar som kan dateras till 1600- och 1700-talen. Wampum kan ha ersatt en tidigare användning av pärlor gjorda av trädpiggsvinets taggar. Wampum producerades på Long Islands, vid Connecticuts kust och Rhode Island, särskilt Shinnecock, Pequot och Narraganset, medan musslorna de gjordes av inte längre fanns i stora mängder norr om Cape Cod. Dessa pärlor nådde via handeln i nordost längs handelsvägen till Nova Scotia, och deras värde växte med avståndet från produktionsplatsen.

## Wampunbälten
Så t. ex. skapade man genom att sy de små musselskifvorna som prydnader på bälten ett slags bildskrift. Dessa wampumgördlar blev dokument rörande stammens historia eller kunde förmedla viktiga budskap, som kunde tydas av på området kunniga personer. Wampumgördlarna blev därigenom sakrala föremål omgivna med viss religiös helgd. Vävda bälten av wampum framställdes för att manifestera fördrag eller historiska händelser, samt viktiga sociala tilldragelser som äktenskap.

## Användning som bytesmedel
Handel med Wampum verkar ha existerat redan före den europeiska kontakten. Omkring 1606 observerades produktionen och distributionen av pärlor av Marc Lescarbot, som också beskrev detta fenomen väl. Före metallverktygens tid slipades skalen till rätt form på stenskivor och genomborrades med stenborrar. Snart efter kontakten med européerna använde indianerna järnborrar och började producera större mängder av denna vara för handel med holländare och engelsmän. Kolonisterna använde wampum som bytesmedel eller som betalning för skinn bland inlandsindianerna och stammarna norrut. Verktyg, rester av tillverkningsen och halvfärdiga pärlor hittades i överflöd på boplatser från 1600-talet i Corchaug, Mohegan och Narraganset. Wampum var som byteshandelsvara förmodligen ett viktigt medel för att integrera indianerna i södra New England i den europeiska penningekonomin.

## Etymologi
Språkligt ursprung för termen wampum är en förkortning av wampumpeag, som härstammar  från Massachusett- eller Narrangansett-indianerna som betyder "vita band av snäckskalspärlor". Den Proto-Algonquian rekonstruerade formen tros vara (wa·p-a·py-aki), "vita strängar".
Termen wampum (eller wampumpeag) hänvisade till en början bara till de vita pärlorna som är gjorda av den inre spiralen eller columella av det kanaliserade snäckskalet Busycotypus canaliculatus eller Busycotypus carica. Sewant- eller suckauhock-pärlor är de svarta eller lila skalpärlorna gjorda av quahog- eller poquahock-musslan Mercenaria mercenaria. Sewant eller zeewant var termen som användes för denna valuta av kolonisterna i Nya Nederländerna. Vanliga termer för de mörka och vita pärlorna är wampi (vit och gulaktig) och saki (mörk). Lenape-namnet för Long Island är Sewanacky, vilket återspeglar dess koppling till mörka wampum.